# Cam Reddish
Cameron Elijah Reddish, né le 1er septembre 1999 à Norristown en Pennsylvanie, est un joueur américain de basket-ball évoluant au poste d'ailier et mesurant 2,00 m.

## Carrière junior

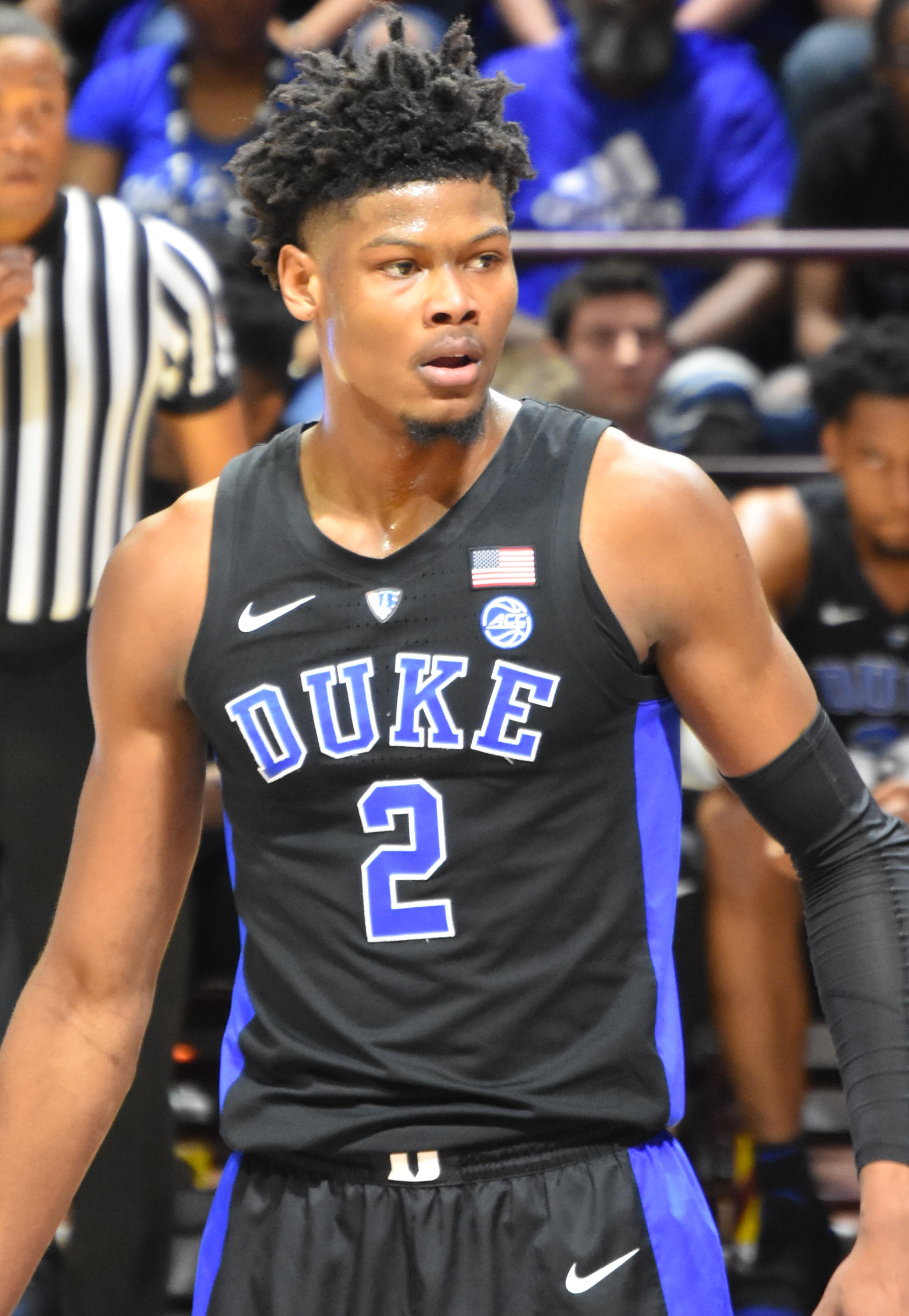
Cam Redish en 2019.

### Au lycée
Cam Reddish va au lycée à Haverford School à Haverford en Pennsylvanie uniquement lors de sa première année car il est ensuite transféré vers Westtown School à West Chester où il évolue avec la promotion 2017 dont fait partie Mohamed Bamba. En tant que junior, il tourne à 16,2 points par match et amène son équipe au titre de la Friend's School League. Durant l'été 2017, il obtient des moyennes de 23,8 points, 7,6 rebonds et 3,1 passes décisives avec son équipe Amateur Athletic Union (AAU), en finale par équipe, sur le circuit Nike EYBL. Plus tard durant ce même été, il joue pour l'équipe des États-Unis des moins de 19 ans. À l’origine, il devait jouer pour l’équipe des moins de 17 ans l’été précédent, mais il n’a pas été sélectionné en raison d’une blessure. Durant son année senior, il a obtenu des moyennes de 22,6 points et 5,6 rebonds par match. Après sa saison senior, il est nommé Mr. Pennsylvania Basketball 2018. Il est sélectionné pour jouer le McDonald's All-American Team 2018 avec l'équipe de l'Ouest au côté de Bol Bol, Darius Bazley, Keldon Johnson et Nassir Little face à l'équipe de l'Est menée par Zion Williamson, R. J. Barrett, Coby White et Darius Garland. Il participe aussi la même année au Jordan Brand Classic et au Nike Hoop Summit All Star Game.
Cam Reddish est classé comme une recrue cinq étoiles et considéré comme l’un des meilleurs joueurs de la classe de 2018. Il est classé troisième meilleur joueur de la classe 2018 par 247Sports, tout en étant classé troisième meilleur recrue de la classe de 2018 par ESPN,. Le 1er septembre 2017, il s’engage à l’Université Duke, en étant rejoint par ses collègues top 3 recrues RJ Barrett et Zion Williamson,.

### À l'université
Cam Reddish évolue en NCAA avec l'équipe des Blue Devils de Duke.
Le 6 novembre 2018, pour ses débuts avec Duke, il marque 22 points dans une victoire de 118-84 face aux Wildcats du Kentucky durant la Champions Classic. Le 12 janvier 2019, il marque 23 points avec 9 sur 15 au tir, inscrivant le panier gagnant, contre les Seminoles de Florida State. Le 5 février 2019, il cumule 24 points et 4 rebonds dans une victoire de 80-55 contre les Eagles de Boston College. Le 12 février, il marque 22 points dans une victoire de 71-69 contre les Cardinals de Louisville. Le 2 mars, Reddish cumule 19 points et 7 rebonds dans une victoire 87-57 contre les Hurricanes de Miami. Néanmoins, les Blue Devils s'inclinent d'un point (68 à 67) en finale de la région Est face aux Spartans de Michigan State.
Le 11 avril 2019, après une seule saison universitaire, il se déclare candidat à la draft 2019 de la NBA.

## Carrière professionnelle
Cam Reddish est drafté en 10e position en 2019 par les Hawks d'Atlanta.

### Hawks d'Atlanta (2019-2022)
Le 1er juillet 2019, il signe son contrat rookie avec les Hawks. Le 24 octobre 2019, Reddish fait ses débuts en NBA, en commençant par une victoire 117 à 100 contre les Pistons de Detroit avec un point, sept rebonds, une passe décisive et une interception.
Sa saison s'arrête le 12 mars 2020 avec une défaite face au Knicks de New York et l'arrêt de la saison en cours en raison de la pandémie de Covid 19. En effet, les Hawks ne rejoignent pas Orlando en juillet pour finir la saison.
En février 2021, il se blesse au tendon d'Achille et se retrouve éloigné des parquets pour plusieurs semaines. Il manque finalement la fin de la saison régulière 2020-2021 et le premier tour des Playoffs 2021 face aux Knicks de New York des suites de sa blessure au tendon. Il rate également le deuxième tour des playoffs face aux 76ers de Philadelphie mais il marque son retour lors de la finale de la conférence Est face aux Bucks de Milwaukee (défaite des Hawks 2 à 4).
Finalement, Cam Reddish, blessé de février à juin, n'aura disputé que 26 matches de saison régulière et 4 matches en Playoffs durant cette saison NBA.
Le 23 décembre 2021, il réalise son record en carrière en inscrivant 34 points face au Magic d'Orlando.

### Knicks de New York (2022-2023)
En janvier 2022, Cam Reddish est envoyé vers les Knicks de New York avec Solomon Hill et un second tour de draft 2025 contre Kevin Knox et un premier tour de draft 2022. Non désiré par Tom Thibodeau, le coach new-yorkais, il se fait tout de même une place dans la rotation des Knicks. Mais en mars 2022, il souffre d'une déchirure des ligaments de l'épaule et il manque la fin de la saison 2021-2022.
Après un début de saison compliqué, en décembre 2022, son entraîneur lui signifie qu'il ne fait plus partie de ses plans et qu'un transfert est possible.

### Trail Blazers de Portland (2023)
La veille de la fermeture du marché des transferts, Cam Reddish est transféré vers les Trail Blazers de Portland avec Ryan Arcidiacono, Sviatoslav Mykhaïliouk et un futur premier tour de draft protégé contre Josh Hart.

### Lakers de Los Angeles (2023-mars 2025)
Agent libre à l'été 2023, il signe un contrat de deux saisons avec les Lakers de Los Angeles.
En février 2025, avec Dalton Knecht, il est transféré aux Hornets de Charlotte contre Mark Williams. Toutefois, le transfert est annulé par les Lakers en raison de problèmes de santé de Williams. Les Lakers le coupent fin mars 2025 afin de libérer une place dans l'effectif pour Jordan Goodwin.

## Palmarès
- Vainqueur du NBA In-Season Tournament 2023.

## Statistiques

### Universitaires
| Saison    | Équipe | Matchs | Titul. | Min./m | % Tir | % 3pts | % LF | Rbds/m. | Pass/m. | Int/m. | Ctr/m. | Pts/m. |
| --------- | ------ | ------ | ------ | ------ | ----- | ------ | ---- | ------- | ------- | ------ | ------ | ------ |
| 2018-2019 | Duke   | 36     | 35     | 29,7   | 35,6  | 33,3   | 77,2 | 3,69    | 1,94    | 1,56   | 0,58   | 13,47  |
| Total     | Total  | 36     | 35     | 29,7   | 35,6  | 33,3   | 77,2 | 3,69    | 1,94    | 1,56   | 0,58   | 13,47  |

### Professionnelles

#### Saison régulière
| Saison    | Équipe      | Matchs | Titul. | Min./m | % Tir | % 3pts | % LF | Rbds/m. | Pass/m. | Int/m. | Ctr/m. | Pts/m. |
| --------- | ----------- | ------ | ------ | ------ | ----- | ------ | ---- | ------- | ------- | ------ | ------ | ------ |
| 2019-2020 | Atlanta     | 58     | 34     | 26,7   | 38,4  | 33,2   | 80,2 | 3,72    | 1,50    | 1,07   | 0,48   | 10,52  |
| 2020-2021 | Atlanta     | 26     | 21     | 28,8   | 36,5  | 26,2   | 81,7 | 4,00    | 1,30    | 1,30   | 0,30   | 11,20  |
| 2021-2022 | Atlanta     | 34     | 7      | 23,4   | 40,2  | 37,9   | 90,0 | 2,50    | 1,10    | 1,00   | 0,30   | 11,90  |
| 2021-2022 | New York    | 15     | 0      | 14,3   | 41,5  | 25,8   | 90,6 | 1,40    | 0,70    | 0,80   | 0,30   | 6,10   |
| 2022-2023 | New York    | 20     | 8      | 21,9   | 44,9  | 30,4   | 87,9 | 1,60    | 1,00    | 0,80   | 0,40   | 8,40   |
| 2022-2023 | Portland    | 20     | 12     | 27,6   | 44,3  | 31,8   | 83,3 | 2,90    | 1,90    | 1,20   | 0,30   | 11,00  |
| 2023-2024 | L.A. Lakers | 48     | 26     | 20,5   | 38,9  | 33,6   | 75,9 | 2,10    | 1,00    | 1,00   | 0,30   | 5,40   |
| Total     | Total       | 252    | 116    | 23,2   | 39,9  | 32,2   | 82,1 | 2,70    | 1,20    | 1,00   | 0,40   | 8,50   |

Mise à jour le 8 février 2025

#### Playoffs
| Saison   | Équipe   | Matchs | Titul. | Min./m | % Tir | % 3pts | % LF | Rbds/m. | Pass/m. | Int/m. | Ctr/m. | Pts/m. |
| -------- | -------- | ------ | ------ | ------ | ----- | ------ | ---- | ------- | ------- | ------ | ------ | ------ |
| 2021     | Atlanta  | 4      | 0      | 23,0   | 52,8  | 64,3   | 80,0 | 3,50    | 1,80    | 1,50   | 0,50   | 12,80  |
| Carrière | Carrière | 4      | 0      | 23,0   | 52,8  | 64,3   | 80,0 | 3,50    | 1,80    | 1,50   | 0,50   | 12,80  |

Mise à jour le 23 septembre 2021

## Records sur une rencontre en NBA
Les records personnels de Cam Reddish en NBA sont les suivants, :
| Type de statistique        | Saison régulière | Saison régulière          | Saison régulière | Playoffs | Playoffs             | Playoffs       |
| Type de statistique        | Record           | Adversaire                | Date             | Record   | Adversaire           | Date           |
| -------------------------- | ---------------- | ------------------------- | ---------------- | -------- | -------------------- | -------------- |
| Points                     | 34               | Magic d'Orlando           | 22 décembre 2021 | 21       | Bucks de Milwaukee   | 3 juillet 2021 |
| Paniers marqués            | 11               | 3 fois                    | 3 fois           | 7        | Bucks de Milwaukee   | 3 juillet 2021 |
| Paniers tentés             | 23               | 2 fois                    | 2 fois           | 12       | Bucks de Milwaukee   | 3 juillet 2021 |
| Paniers à 3 points réussis | 8                | Bulls de Chicago          | 27 décembre 2021 | 6        | Bucks de Milwaukee   | 3 juillet 2021 |
| Paniers à 3 points tentés  | 13               | 2 fois                    | 2 fois           | 7        | Bucks de Milwaukee   | 3 juillet 2021 |
| Lancers francs réussis     | 8                | 3 fois                    | 3 fois           | 2        | @ Bucks de Milwaukee | 25 juin 2021   |
| Lancers francs tentés      | 10               | 2 fois                    | 2 fois           | 2        | 2 fois               | 2 fois         |
| Rebonds offensifs          | 4                | Bucks de Milwaukee        | 14 novembre 2021 | 1        | Bucks de Milwaukee   | 3 juillet 2021 |
| Rebonds défensifs          | 7                | 3 fois                    | 3 fois           | 5        | Bucks de Milwaukee   | 29 juin 2021   |
| Rebonds totaux             | 8                | 3 fois                    | 3 fois           | 5        | Bucks de Milwaukee   | 29 juin 2021   |
| Passes décisives           | 6                | 2 fois                    | 2 fois           | 3        | Bucks de Milwaukee   | 3 juillet 2021 |
| Interceptions              | 5                | 2 fois                    | 2 fois           | 2        | 2 fois               | 2 fois         |
| Contres                    | 3                | @ Clippers de Los Angeles | 16 novembre 2019 | 1        | 2 fois               | 2 fois         |
| Balles perdues             | 7                | @ Wizards de Washington   | 6 mars 2020      | 2        | 2 fois               | 2 fois         |
| Minutes jouées             | 42               | Magic d'Orlando           | 22 décembre 2021 | 29       | Bucks de Milwaukee   | 3 juillet 2021 |

- Double-double : 0
- Triple-double : 0

Dernière mise à jour : 16 août 2022